# Atherigona ustipennis
Atherigona ustipennis este o specie de muște din genul Atherigona, familia Muscidae, descrisă de Malloch în anul 1932. Conform Catalogue of Life specia Atherigona ustipennis nu are subspecii cunoscute.